# Diamantino Viseu
Diamantino Francisco Martins Viseu (Lisboa, 1924 — Lisboa, 12 de fevereiro de 2001) foi um matador de toiros português.
Sem qualquer relação com o toureio, interessou-se por esta arte já perto da idade adulta, influenciado por um amigo que frequentava a Escola de Tauromaquia da Praça de Touros do Campo Pequeno, sob instrução do antigo bandarilheiro Júlio Procópio. Entusiasmou-se de tal modo que passou a acalentar o sonho de um dia se tornar matador de touros.
O seu percurso foi difícil — arriscou-se a enfrentar vacas na Feira Popular de Lisboa  e atuou algumas vezes como bandarilheiro amador, na praça de touros de Algés e na Feira dos Saldos, no Porto (sobre essas atuações recordaria, anos depois, em "Memórias de um toureiro", os barbeiros já corridos que o haviam colhido). 
Mais tarde, por intermédio dum bandarilheiro espanhol chamado Puntaré, conseguiu rumar a Espanha para concretizar o seu sonho, pois nessa altura o regime de Salazar já havia proibido e previsto sanções pecuniárias para as corridas com touros de morte em Portugal.
Aquele que viria a ser o primeiro matador de touros de nacionalidade portuguesa, debutou finalmente como novilheiro em Espanha, na praça de toiros de Toledo, corria o ano de 1944.
Na temporada de 1945 conseguia uma oportunidade de se apresentar como novilheiro em Santarém, mas a atuação foi mal sucedida. Conseguiria, no entanto, uma outra oportunidade, numa corrida realizada na Palha Blanco, em Vila Franca de Xira, em que alternou, entre outros, com Cayetano Ordoñez, El Niño de la Palma II. O bom desempenho de Diamantino nesta corrida levou a que surgisse um movimento, liderado pelo Grupo Tauromáquico Sector 1, que recolheu assinaturas e solicitou à empresa concessionária da Real Maestranza de Caballería de Sevilha a oportunidade para o aspirante a matador aí se apresentar, na categoria de novilheiro com picadores. 
O movimento surtiu efeito — em 1946 debutava com picadores na Real Maestranza de Sevilha, por ocasião da Feira de Abril; cortou uma orelha e iniciou uma trajetória de franco sucesso como novilheiro, sendo um dos mais solicitados em Espanha, no resto da temporada de 1946 e no princípio da temporada de 1947. 
Em 1947, profissionalizava-se, finalmente, como matador de toiros, recebendo a alternativa a 23 de março. O palco foi a Monumental de Barcelona, sendo seu padrinho Francisco Vega de los Reyes, Gitanillo de Triana, e testemunhas Agustin Parra, Parrita, e António Bienvenida; o toiro da prova o Comerciante, da ganadaria Juliana Calvo Albaserrada.
Seguindo as regras da arte, em 15 de julho do mesmo ano foi confirmar a alternativa a Las Ventas, Madrid, junto de Pepe Bienvenida. 
Também no mesmo ano, a 21 de dezembro, apresentou-se na El Toreo, na Cidade do México. 
Uma das principais figuras portuguesas do toureio apeado, Diamantino Viseu foi o único português tido como rival de arenas de Manuel dos Santos, que se lhe seguiria como profissional — os dois matadores formariam o cartel mais disputado de sempre do toureio a pé em Portugal . 
Em 1958 protagonizou o filme Sangue Toureiro, contracenando com Amália Rodrigues. 
Retirou-se em 24 de agosto de 1972, na Monumental do Campo Pequeno. 
Publicou Memórias de um toureiro, em 1993. 
Empenhou-se no Fundo de Assistência dos Toureiros Portugueses, a que presidiu.
Morreu a 12 de fevereiro de 2001, vítima de atropelamento, numa passagem de peões não sinalizada, na Avenida de Berna, em Lisboa.

## Condecorações
- A 20 de junho de 1987, foi agraciado pela Presidência da Republica (Ramalho Eanes) com o grau de Comendador da Ordem do Mérito.[12]
- A 31 de março de 1972, foi agraciado pelo Presidência da Republica (Américo Tomás) com o grau de Oficial da Ordem de Benemerência.[12]